# Montenegro i Junior Eurovision Song Contest
Montenegro debuterade i Junior Eurovision Song Contest 2014 och har till och med 2015 deltagit 2 gånger. Innan sin debut som en självständig nation deltog Montenegro i Junior Eurovision Song Contest 2005 som en del av Serbien och Montenegro. Efter att ha deltagit i tävlingarna 2014 och 2015 drog sig landet ur tävlingen. I juni 2025 tillkännagav Montenegro sin återkomst till tävlingen 2025.

## Deltagare
| År                               | Artist         | Bidrag                                                | Översättning            | Placering | Poäng |
| 2014                             | Maša och Lejla | "Budi dijete na jedan dan" (Буди дијете на један дан) | Var ett barn för en dag | 14        | 24    |
| 2015                             | Jana Mirković  | "Oluja" (Олуја)                                       | Storm                   | 13        | 36    |
| Deltog inte mellan 2016 och 2024 |                |                                                       |                         |           |       |
| 2025                             |                |                                                       |                         |           |       |